# Sultan Pur
Sultan Pur là một thị trấn thống kê (census town) của quận South thuộc bang Delhi, Ấn Độ.

## Nhân khẩu
Theo điều tra dân số năm 2001 của Ấn Độ, Sultan Pur có dân số 11.336 người. Phái nam chiếm 57% tổng số dân và phái nữ chiếm 43%. Sultan Pur có tỷ lệ 69% biết đọc biết viết, cao hơn tỷ lệ trung bình toàn quốc là 59,5%: tỷ lệ cho phái nam là 75%, và tỷ lệ cho phái nữ là 61%. Tại Sultan Pur, 15% dân số nhỏ hơn 6 tuổi.